# Gradište (gmina Knjaževac)
Gradište (cyr. Градиште) – wieś w Serbii, w okręgu zajeczarskim, w gminie Knjaževac. W 2011 roku liczyła 22 mieszkańców.